# Waginger See (gemeindefreies Gebiet)

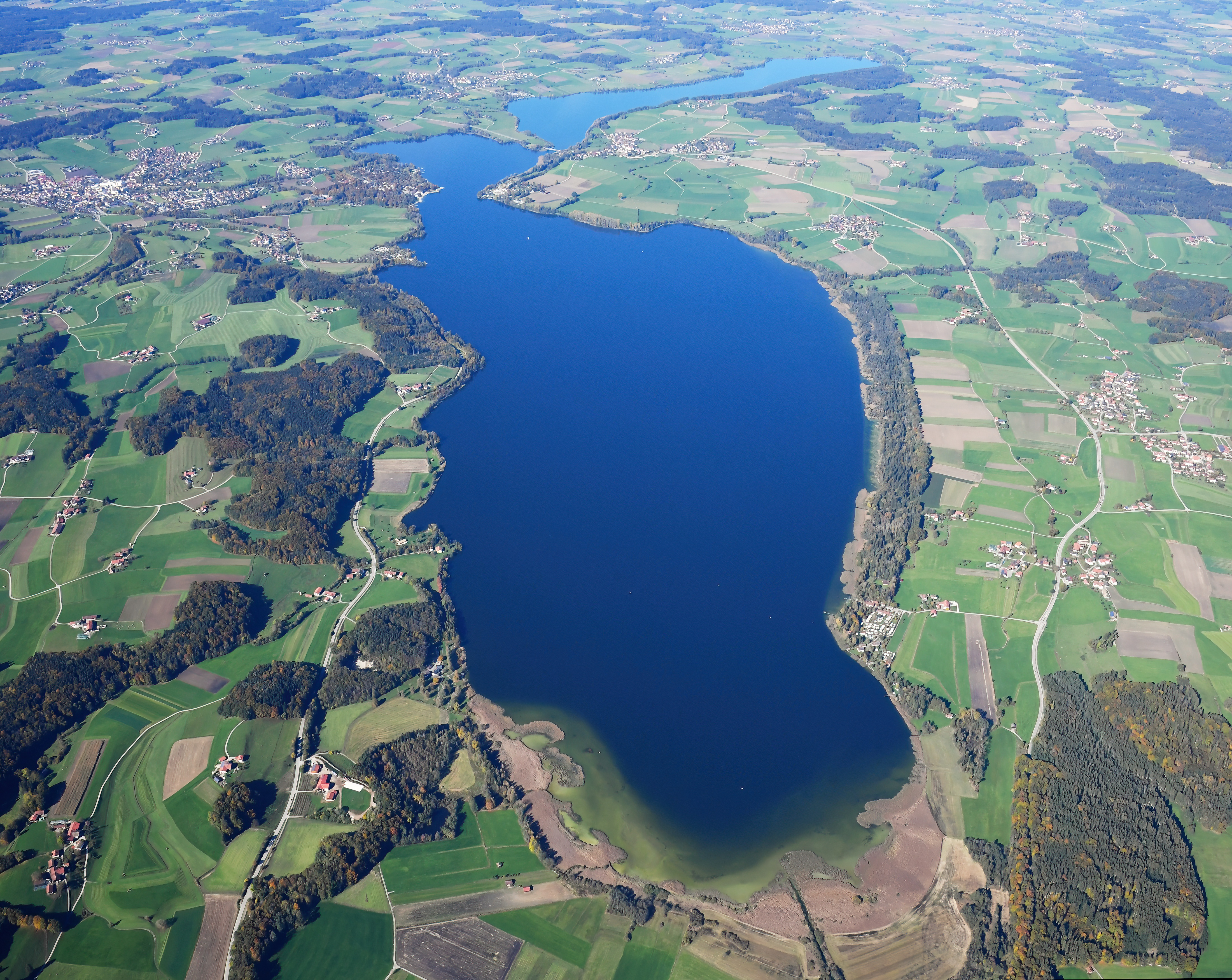
Waginger See und Tachinger See von Südosten aus der Luft gesehen

Waginger See ist ein gemeindefreies Gebiet im oberbayerischen Landkreis Traunstein.
Das 8,98 km² große Gebiet umfasst die Wasserfläche des namensgebenden Waginger See und des Tachinger Sees. Es grenzt an die Gemeinden Waging am See im Südwesten und Osten, Taching am See im Norden, Kirchanschöring im Osten und Petting im Süden.
Privatrechtlicher Eigentümer der Seen und damit der Flächen des gemeindefreien Gebietes ist der Freistaat Bayern, dessen Schlösser- und Seenverwaltung die Seen betreut.

## Seeschwankungen

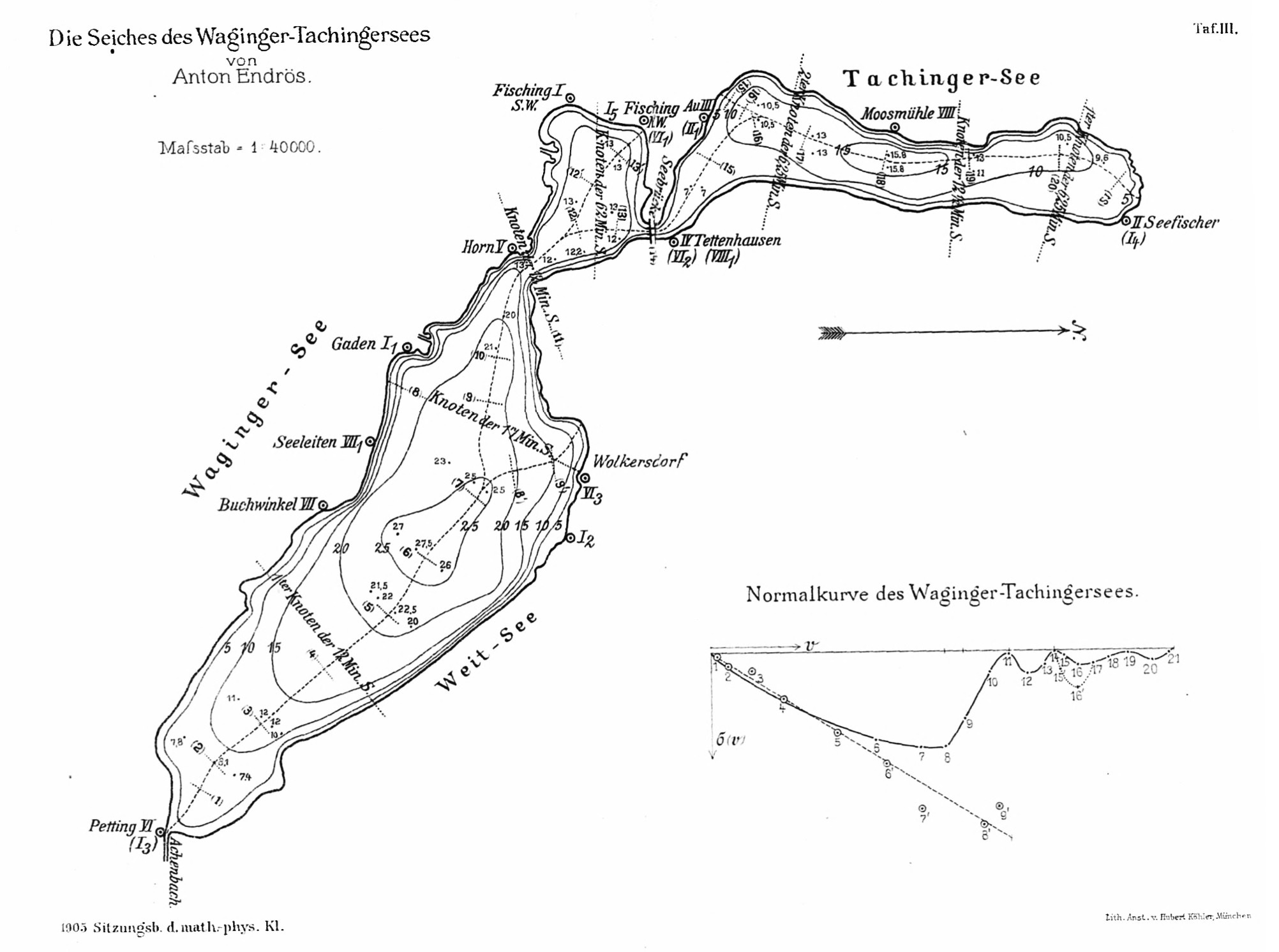
Tiefenkarte des Waginger-Tachinger Sees mit Knoten div. Seeschwankungen (1905)

Anton Endrös untersuchte 1905 die Seeschwankungen des Waginger See und des Tachinger See. Er fand dabei über 10 Schwingungen unterschiedlicher Dauer. Die größte Schwankung betrug 75 mm, wobei meist die doppelte Amplitude unter 18 mm blieb. Die längste uninodale Längsschwingung erstreckt sich über beide Seen und weist eine mittlere Dauer von 62 Minute auf, wobei der Knoten zwischen beiden Seeeinschnürungen liegt. Jeder See weist zudem eine eigene uninodale Längsschwingung auf, der Waginger See mit ca. 17 Minuten mittlerer Dauer, der Tachinger See von ca. 13 Minuten mittlerer Dauer. Beide Seen haben auch eigene binodale Schwingungen, der Waginger See eine solche mit ca. 12 Minuten, der Tachinger See eine mit ca. 6 Minuten. Gefunden wurden auch mehrknotige Schwingungen, alle unter 10 Minuten.